# Rudi Stephan

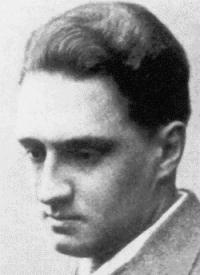
Rudi Stephan

Rudi Stephan (Worms, 29 juli 1887 - nabij Tarnopol, 29 september 1915) was een Duits componist. Hij gold als een van de meest veelbelovende talenten van zijn generatie, maar sneuvelde in de Eerste Wereldoorlog aan het front.

## Leven en werk
Stephan groeide op in een welgesteld juristengezin en studeerde vanaf 1905 achtereenvolgens bij Bernhard Sekles in Frankfurt en Rudolf Louis in München. Hij verwierf in 1913 bekendheid toen op 6 juni in Jena zijn (herziene) Musik für Orchester in première ging. Het werd gevolgd door de ballade Liebeszauber, waarvan een eerdere versie (waaraan hij vanaf 1907 had gewerkt) in 1911 in München in première was gegaan. Ook zijn Musik für Geige und Orchester had twee versies: een Münchense uit 1911 en een Berlijnse uit 1913. 
Zijn grootste werk, de opera Die ersten Menschen op een tekst van Otto Borngräber, voltooide hij in 1915 en heeft Kaïn en Abel als onderwerp. Zelf beschouwde hij het als zijn hoofdwerk. De première maakte hij zelf niet meer mee: de componist sneuvelde aan het Galicische front.
De laat-romantische muziek van Stephan heeft een tonale basis en wordt wel vergeleken met die van Max Reger en de vroege Arnold Schoenberg.
Zijn vriend Karl Holl bezorgde de postume uitgave van Stephans werk, waaronder ook zestien liederen, en schreef diens biografie. Die ersten Menschen ging op 1 juli 1920 in Frankfurt in première: in het daaropvolgende decennium raakte Stephans idioom uit de mode. De nalatenschap van Stephan, waaronder schetsen en de meeste manuscripten, ging in de Tweede Wereldoorlog bij een luchtbombardement op Worms verloren.

## Lijst van werken
- 1908: Opus 1 für Orchester
- 1911: Musik für sieben Saiteninstrumente (2 violen, altviool, cello, contrabas, harp en piano)
- 1912: Musik für Orchester
- 1913: Liebeszauber. Ballade voor bariton en orkest op een tekst van Friedrich Hebbel
- 1913: Musik für Geige und Orchester
- 1913-14: Sieben Lieder nach verschiedenen Dichtern
- 1913-14: Zwei ernste Gesänge für Bariton und Klavier
- 1915: Die ersten Menschen. Opera in twee acten op een tekst van Otto Borngräber